# ウガンダ関係記事の一覧
ウガンダ関係記事の一覧（ウガンダかんけいきじのいちらん）

## あ行
- アジュマニ県
- アチョリ
- アチョリ地方
- アパッチ県
- アビム県
- アムリア県
- アムル県
- アモラタル県
- アユブ・カルレ
- アリス・アウマ
- アルア県
- アルバート湖
- アンコーレ王国
- イガンガ県
- イギリス領東アフリカ
- イシンギロ県
- イディ・アミン
- イバンダ県
- イヒンバ温泉
- イブラヒム・セカギャ
- インビジブル・チルドレン
- ウガンダ
- ウガンダ人民会議
- ウガンダ鉄道
- ウガンダにおける死刑
- ウガンダの行政区画
- ウガンダの国章
- ウガンダの国旗
- ウガンダの世界遺産
- ウガンダの大統領
- 英領ウガンダ計画
- エドワード湖
- エルゴン山
- エンテベ
- エンテベ空港奇襲作戦
- エンテベ国際空港
- オケロ・ピーター
- オヤム県
- オララ・オトゥヌ

## か行
- カジンガ水路
- カスビのブガンダ歴代国王の墓
- カセセ県
- カタクイ県
- カヌング県
- カバレ県
- カバロレ県
- カプチョルワ県
- カベラマイド県
- カボング県
- 神の抵抗軍
- カムウェンゲ県
- カムリ県
- カユンガ県
- カラモジャ地方
- カランガラ
- カランガラ県
- カリロ県
- ガンダ族
- カンパラ
- カンパラ県
- キエンジョジョ県
- キオガ湖
- キゲジ
- キソロ県
- キトゥグム県
- キバレ県
- キボガ県
- キルフラ県
- クミ県
- グル県
- 国際連合ウガンダ・ルワンダ監視団
- 国民抵抗軍
- コティド県
- ジョゼフ・コニー
- コボコ
- コボコ県

## さ行
- サッカーウガンダ代表
- ジョージ湖 (ウガンダ)
- ジョエル・オルウェンイ
- ジョゼフ・コニー
- ジョン・アキ＝ブア
- 白ナイル川
- シロンコ県
- ジンジャ (ウガンダ)
- ジンジャ県
- スタンリー・オシティ
- スワヒリ語
- セベイ
- セムリキ川
- センバブレ県
- ソロティ県

## た行
- ティト・オケロ
- テソ地方
- トゥワ
- ドカス・インジクル
- ドコロ県
- ドラ・ムウィマ
- トロ王国
- トロロ
- トロロ県

## な行
- ナカセケ県
- ナカソンゴラ県
- 永谷裕香
- ナムトゥンバ県
- ナカピリピリ県
- 西ナイル地方
- ニュービジョン (ウガンダの新聞)
- ニョロ語
- ネビ県

## は行（ヴ行含む）
- パデル県
- パリサ県
- 東アフリカ共同体
- フォート・ポータル
- ヴィクトリア湖
- ブウィンディ原生国立公園
- ブガンダ
- ブギス (ウガンダ)
- ブギリ県
- ブクウォ県
- ブケデア県
- ブケディ
- ブシア県
- ブシェニ県
- ブソガ
- ブダカ県
- ブタレジャ県
- ブドゥダ県
- ブニョロ
- ブリサ県
- ブンディブギョ県
- ホイマ県

## ま行
- マケレレ大学
- マサカ県
- マシンディ県
- マナフワ県
- マユゲ県
- マラチャ県
- ミティアナ県
- ミトゥンバ山地
- ミルトン・オボテ
- ムコノ県
- ムテサ2世
- ムバララ県
- ムバレ県
- ムピジ県
- ムベンデ県
- モニター (ウガンダの新聞)
- モヨ県
- モロト県

## や行
- ユンベ県
- ヨウェリ・ムセベニ

## ら行
- ラカイ県
- ランゴ地方
- リャントンデ県
- リラ県 (ウガンダ)
- ルウェロ県
- ルウェンゾリ山地国立公園
- ルクンギリ県
- ルワンダ語

## わ行
- ワキソ県
- ントゥンガモ県

## 英数字
- .ug